# Orde van de Roos (Bulgarije)

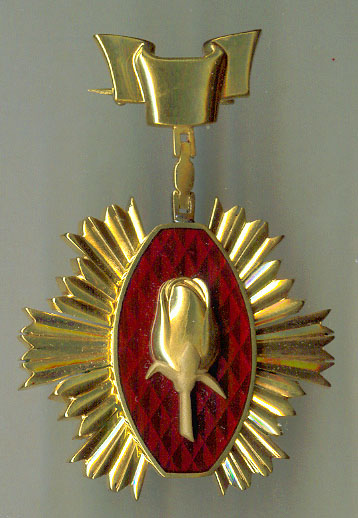
Speld

De Orde van de Roos (Bulgaars: ”Орден на розата”) werd in 1966 ingesteld.
Ook in andere landen zijn ridderorden met deze naam ingesteld; zie ”Orde van de Roos”.